# La statuetta di terracotta
La statuetta di terracotta (titolo originale The Stoneware Monkey) è un romanzo poliziesco del 1938 dello scrittore inglese Richard Austin Freeman. È il diciannovesimo romanzo della serie che ha per protagonista l'investigatore scientifico dottor John Thorndyke.

## Trama
Il dottor Oldfield, mentre svolge l'attività di sostituto medico in un paese di campagna, assiste una notte a una rapina che si conclude con la morte di un agente di polizia. Qualche settimana dopo, dopo avere aperto un ambulatorio a Londra, si trova alle prese con il caso di Peter Gannet, un ceramista che presenta sintomi inspiegabili. Ricorre quindi all'aiuto del suo collega e insegnante dottor Thorndyke, il quale sospetta che si tratti di un avvelenamento da arsenico. Il paziente migliora rapidamente, ma rimangono aspetti poco chiari, che assumono un significato sinistro quando Gannet scompare dalla sua abitazione e frammenti di ossa umane vengono ritrovate nel suo laboratorio.

## Personaggi principali
- Dottor James Oldfield - medico
- Arthur Kempster - commerciante di diamanti
- Agente Webb - poliziotto
- Peter Gannet - ceramista, artista
- Letitia Gannet - sua moglie
- Frederick Boles - orafo, artista
- Francis Broomhill - collezionista d'arte
- Mr. Bunderby - critico d'arte moderna
- Mr. Sancroft - direttore del Museo Popolare di Arte Moderna
- Mr. Snuper - investigatore privato
- Mr. Linnell - avvocato
- Dottor John Evelyn Thorndyke - professore di medicina legale
- Polton - suo assistente di laboratorio
- Dottor Jervis - medico e socio di Thorndyke
- Blandy - Ispettore di Scotland Yard

## Critica
"Nel 1938 Freeman stava ancora scrivendo variazioni della sua prima trilogia. I primi sei capitoli de La statuetta di terracotta riprendono temi della prima trilogia: Il mistero di New Inn 31, L'occhio di Osiride e Il testimone muto. Questi capitoli di apertura mostrano l'abilità di narratore di Freeman e formano un racconto ben costruito. Ma la soluzione è abbastanza ovvia e il libro finisce la benzina, dopo che questi capitoli iniziali hanno impostato la trama."

## Edizioni
- Richard Austin Freeman, La statuetta di terracotta, traduzione di Mauro Boncompagni, I Classici del Giallo, Milano, Arnoldo Mondadori Editore, 2015.